# 科奇什·费伦茨
科奇什·费伦茨（匈牙利語：Kocsis Ferenc，1953年7月8日—），匈牙利男子摔跤运动员。他曾代表匈牙利参加1980年夏季奥林匹克运动会摔跤比赛，获得男子古典式74公斤级金牌。